# Motortec Madrid
El Motortec Madrid es un salón de posventa del automóvil que se celebra entre abril y junio en Madrid, España. Tiene lugar en las instalaciones para exposiciones y congresos del IFEMA. Desde 2010 el IFEMA organiza este evento en colaboración con la Feria de Fránkfurt. En 2020, el contrato no se renovó, hasta entonces la feria era conocida como Motortec Automechanika Madrid.
A partir de 2022, se ha exportado a Chile.

## Características
En él se presentan autopartes, complementos, personalizaciones, talleres de reparación, elementos de electrónica y de sistemas, IT, gestión, avances en estaciones de servicio y cosas relacionadas.
Es frecuentada por visitantes profesionales de España, Portugal, Iberoamérica y el norte de África.

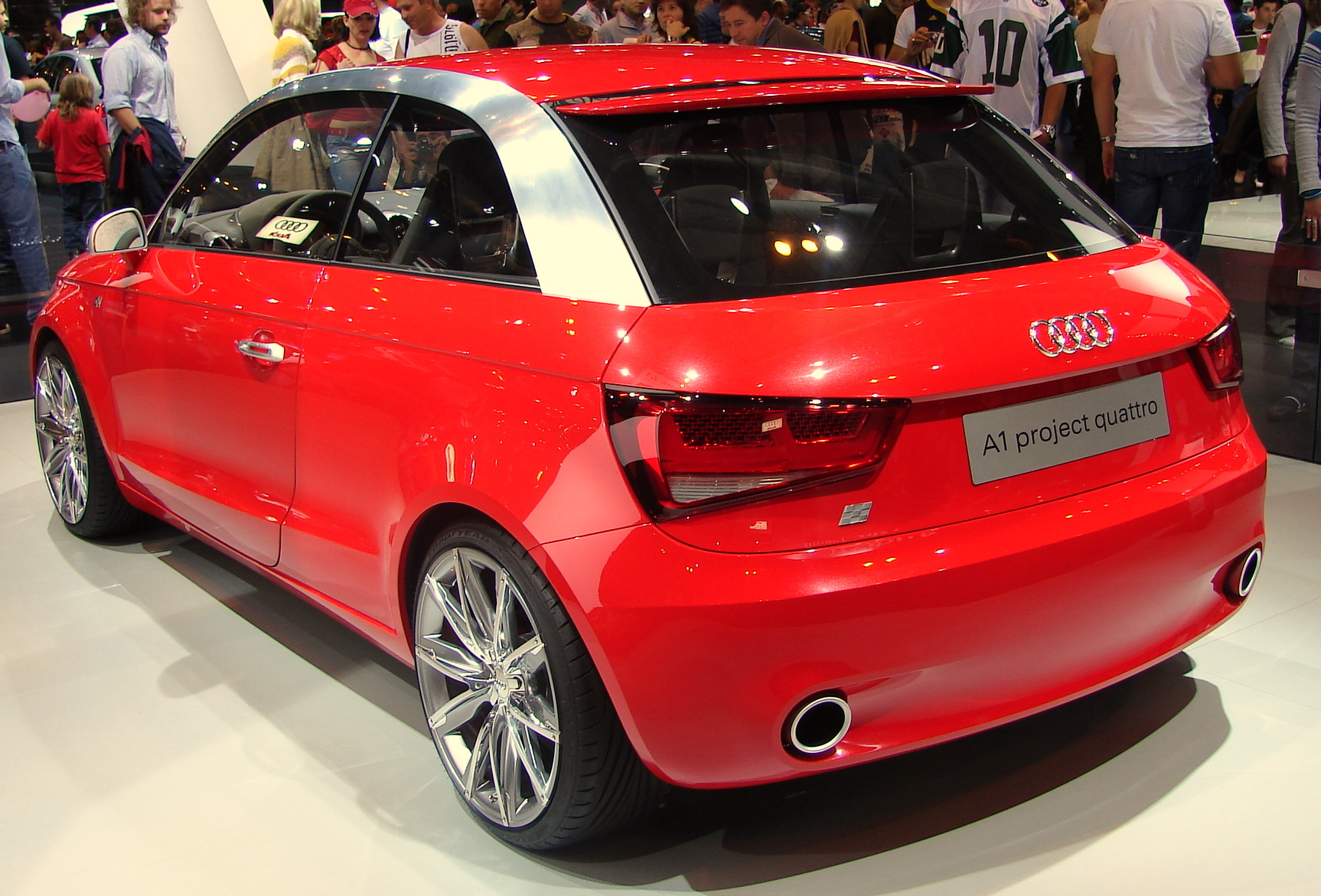
Audi A1 en el Salón del Automóvil de Madrid

## Años 2006 y 2008
En 2006 se presentaron el prototipo Citroën C-Buggy, el monovolumen Citroën Jumper, Citroën C-Triomphe (previa versión sedán del Citroën C4 para 2008), el Kia Carens y el rediseño del Toyota Avensis.
En 2008 se presentaron prototipos de propulsión alternativa del Citroën C-Cactus, el Nissan Denki Cube y el Volvo ReCharge.